# دافيد مايورال
دافيد مايورال (بالإنجليزية: David May)‏ (24 يونيو 1970 بأولدهام في المملكة المتحدة - ) هو لاعب كرة قدم بريطاني في مركز قلب الدفاع. لعب مع بلاكبيرن روفرز ومانشستر يونايتد ونادي بيرنلي وهدرسفيلد تاون وباك أب بورو ‏.

## وصلات خارجية
- دافيد مايورال على موقع قاعدة بيانات كرة القدم.إي يو (الإنجليزية)
- دافيد مايورال على موقع Soccerbase.com (لاعب) (الإنجليزية)
- دافيد مايورال على موقع عالم كرة القدم.نت (الإنجليزية)